# Великобуяновське сільське поселення
Великобуя́новське сільське поселення (рос. Большебуяновское сельское поселение) — муніципальне утворення у складі Шемуршинського району Чувашії, Росія. Адміністративний центр — присілок Велике Буяново.

## Населення
Населення — 912 осіб (2019, 1200 у 2010, 1462 у 2002).

## Склад
До складу поселення входять такі населені пункти:
| Населений пункт          | Населення, осіб (2002) | Населення, осіб (2010) |
| ------------------------ | ---------------------- | ---------------------- |
| Велике Буяново, присілок | 550                    | 452                    |
| Верхнє Буяново, присілок | 489                    | 420                    |
| Стара Шемурша, присілок  | 423                    | 328                    |